# بيفرلي روس
بيفرلي روس (بالإنجليزية: Beverly Ross)‏ هي كاتبة غنائية أمريكية، ولدت في 1939.